# Константин Филозоф
Константин Филозоф, такође познат и као Константин Костенечки (око 1380—после 1431) био је бугарски књижевник и филозоф који је најпознатији као писац Житија деспота Стефана Лазаревића и Сказанија о писменима (Повест о словима).
Константин је рођен у другој половини 14. века, у бугарском селу званом Костенец, у данашњој Софијској области, тако да је по родном месту добио надимак Костенечки, а по својој књижевној делатности је временом понео и надимак Филозоф.
После пропасти Бугарске (1393), Константин је прешао у Србију, којом је владао деспот Стефан Лазаревић. Константин је нашао уточиште на деспотовом двору, јер је и сам деспот Стефан био књижевник и велики заштитник књижевности. Ту је Константин развио велику књижевну делатност, био деспотов библиотекар, писао правописна упутства и руководио радом на превођењу и преписивању књига. Тада је постојала чувена школа ресавских преводника, којој је Константин био идејни вођа и реформатор.
Од њега су остала два дела: Сказаније о писменима и Житије деспота Стефана Лазаревића. У првом делу разлаже начела своје реформе језика и правописа. Ту, углавном, осуђује уношење елемената народног говора у старословенски језик и недоследну употребу грчких слова.
За познавање историје, важније је његово друго дело, Живот деспота Стефана Лазаревића. Писано између 1431. и 1439. године, четири године након деспотове смрти. Историјски, ово дело представља врхунац у развитку српских средњовековних биографија. Дело је пуно историјских података и даје верну слику доба Стефанове владавине. У њему нема скоро ничег хагиографског. Деспот није био проглашен за свеца од стране цркве, па је можда и та чињеница утицала да биографија добије чисто историјски карактер. После дужег увода, писац даје опис српских земаља и опширно излаже генеалогију Немањића, чије порекло изводи од цара Константина. Та генеалогија се много преписивала и послужила је као основ за стварање посебних списа, — родослова. После тога и кратких напомена о кнезу Лазару и Косову прелази се на приказивање Стефанове владавине, али се упоредо и опширно излаже и историја околних народа, поглавито Турака. Тако се опширно прича о Тамерлану и Бајазиту, о бици код Ангоре, о догађајима у Турској под Мусом и Муратом II, итд. Са историјског гледишта, ово је најбоља биографија, али је писана нејасним и неприступачним језиком, стилом тешким и тамним. Значајно је напоменути да код Константина има примера и имена из старе грчке прошлости.